# Le Bonheur conjugal

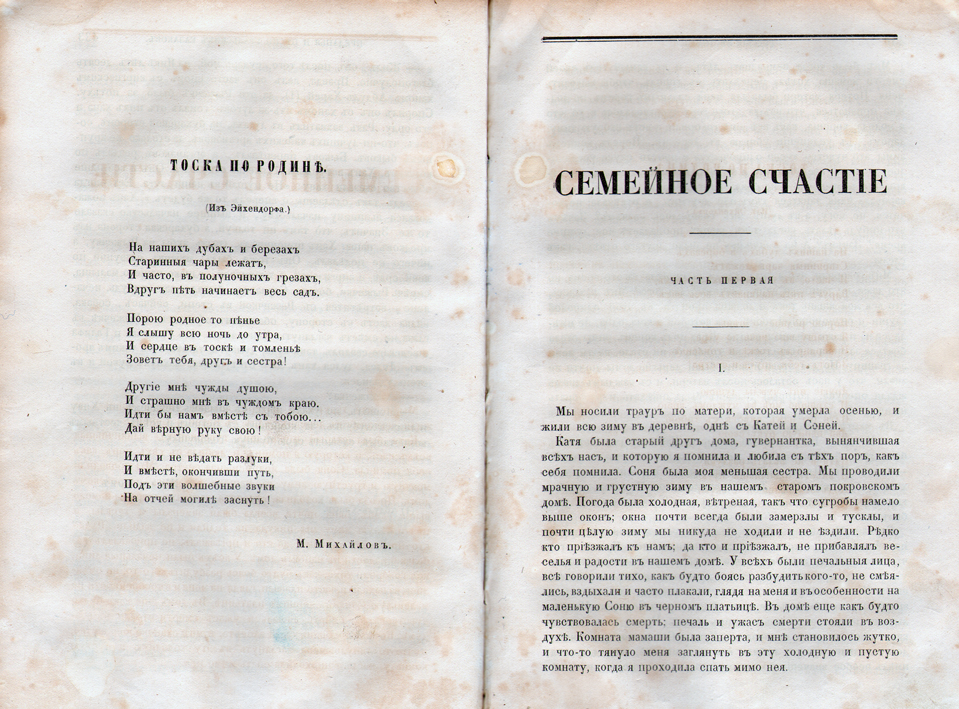
Début du 1er chapitre du Bonheur familial dans le numéro d'avril 1859 du Messager russe.

Le Bonheur familial, ou Le Bonheur conjugal (Семейное счастье ; Semeïnoïe stchastié), aussi traduit en français sous le titre Mon mari et moi, est un roman court de Léon Tolstoï parue en feuilleton en 1859 dans Le Messager russe.

## Résumé
Le sujet de ce récit tourne autour du mariage de la narratrice, la jeune Macha (17 ans au début du récit) avec Sergueï Mikhaïlitch qui, comme elle, est issu de la petite noblesse de province. Il est de presque vingt ans plus âgé et il est un ami et habitué de la famille. Elle tombe amoureuse de lui et découvre que son sentiment est partagé, mais qu'il craint de se déclarer à cause de la différence d'âge. Il est de caractère plutôt calme et sédentaire, alors que la jeune fille rêve de nouveaux horizons. Les obstacles sont franchis et leur amour va grandissant à l'époque des fiançailles. Le jeune ménage s'installe après la cérémonie de mariage chez Mikhaïlitch ; mais la jeune épousée est impatiente de découvrir la capitale et ils partent donc quelques semaines pour Saint-Pétersbourg. Sergueï Mikhaïlitch mène Macha à un bal de la haute société pour lui faire plaisir, car il n'aime pas les mondanités, et de fil en aiguille, de soirées en bals, la jeune femme devient la coqueluche de comtesses et de princesses, d'officiers et d'aristocrates tous ravis de la fraîcheur d'esprit et de la beauté de Macha. Son mari est flatté au début, mais tente ensuite de lui dépeindre la futilité et la vanité de ce milieu. Finalement, ils en viennent à de vives discussions, à tel point que le jeune ménage découvre que son amour est mis en question par cette différence de tempérament et de point de vue.
« Plus il parlait, plus il s'échauffait aux sons de sa propre voix, et cette voix résonnait, venimeuse, rude grossière. Jamais je ne l'avais vu et jamais je ne me serais attendue à le voir ainsi ; le sang m'afflua au cœur, j'avais peur, mais en même temps un sentiment de honte imméritée, d'amour-propre outragé m'agitait et je désirais me venger de lui. », plus loin la narratrice ajoute : « son visage me parut soudain vieux et déplaisant. »
Mais par orgueil ou fierté, aucun des deux ne se décide à en parler vraiment à cœur ouvert à l'autre. La confiance s'éloigne et seule ne demeure qu'une amitié polie.
Macha voudrait retrouver la passion qui l'habitait avant le séjour de Saint-Pétersbourg. Elle vit désormais dans le domaine campagnard de son époux avec leurs enfants, mais un sentiment de solitude la guette. Elle ose finalement demander à son mari pourquoi il ne l'a pas dissuadée d'aller dans le monde pétersbourgeois et pourquoi ils ne retrouveraient pas leur amour du début. La réponse qu'il lui donne n'est pas celle attendue. Finalement le couple comprend qu'il se prépare à une longue et tranquille vie d'habitudes, au Bonheur familial en somme.